# Gloholmen (sydväst om Växär, Raseborg)
Gloholmen är en ö i Finland. Den ligger i Finska viken och i kommunen Raseborg i landskapet Nyland, i den södra delen av landet. Ön ligger omkring 76 kilometer väster om Helsingfors.
Öns area är 13,2 hektar och dess största längd är 0,7 kilometer i sydöst-nordvästlig riktning.